# Croton erythrostachys
Espèce
Classification APG II (2003)
Croton erythrostachys est une espèce de plantes à fleurs du genre Croton et de la famille des Euphorbiaceae, présente en Birmanie et à l'ouest de la Malaisie.
Il a deux sous-espèces :
- Croton erythrostachys var. erythrostachys, présent dans la Péninsule Malaise, au nord de Sumatra, à Bornéo (Sarawak) ayant lui-même comme synonymes : Croton adumbratus Croizat, 1942, et Croton calcicola, Ridl., 1923
- Croton erythrostachys var. muriculatus, Chakrab. et N.P.Balakr., 1983, présent en Birmanie